# Каунаська вулиця (Київ)
Ка́унаська ву́лиця — вулиця в Дніпровському районі міста Києва, у межах житлового масиву Соцмісто. Пролягає від Регенераторної до Фанерної вулиці.
Прилучається бульвар Ярослава Гашека.

## Історія
Виникла у середині XX століття під назвою 849-та Нова вулиця. Сучасна назва — з 1957 року, на честь литовського міста Каунас.

## Установи та заклади

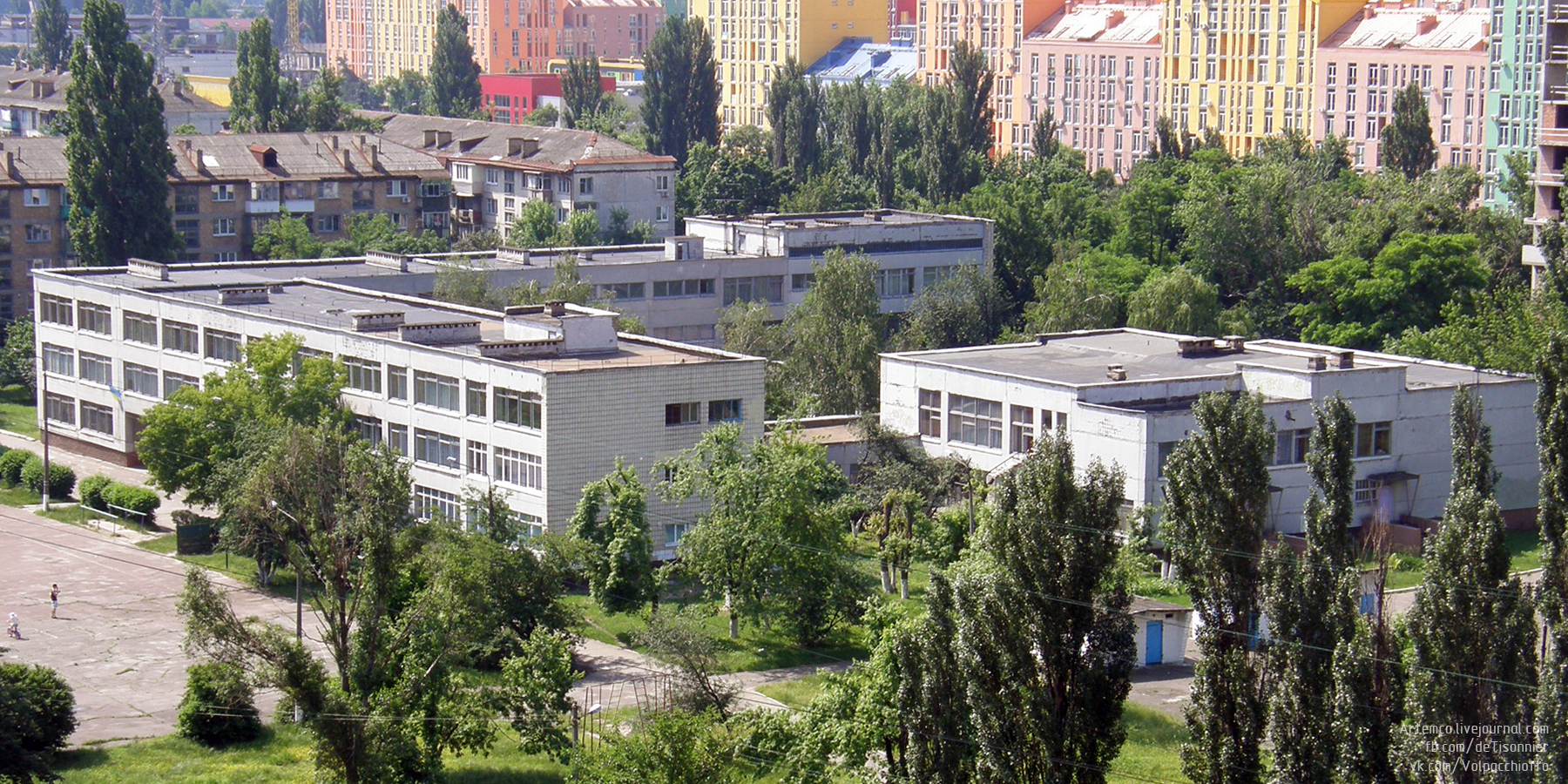
№ 2 — школа № 66, 1977 р.

- Загальноосвітня школа № 66 (буд. № 2)
- Механічний завод «Магістраль» ім. М. П. Шульгіна (буд. № 3)
- Прокуратура Дарницького району (буд. № 3-А)